# Acanthemblemaria paula
Acanthemblemaria paula es una especie de pez del género Acanthemblemaria, familia Chaenopsidae. Fue descrita científicamente por Johnson & Brothers en 1989.
Se distribuye por el Atlántico Centro-Occidental: Belice. La longitud estándar (SL) es de 1,8 centímetros. Habita en aguas poco profundas. Puede alcanzar los 2 metros de profundidad.
Está clasificada como una especie marina inofensiva para el ser humano.